# Goniobranchus kuniei
Doris de Kunié
Espèce
Synonymes
- Chromodoris kuniei

Goniobranchus kuniei, le Doris de Kunié, est une espèce de mollusques gastéropodes de la famille des chromodorididés.

## Description

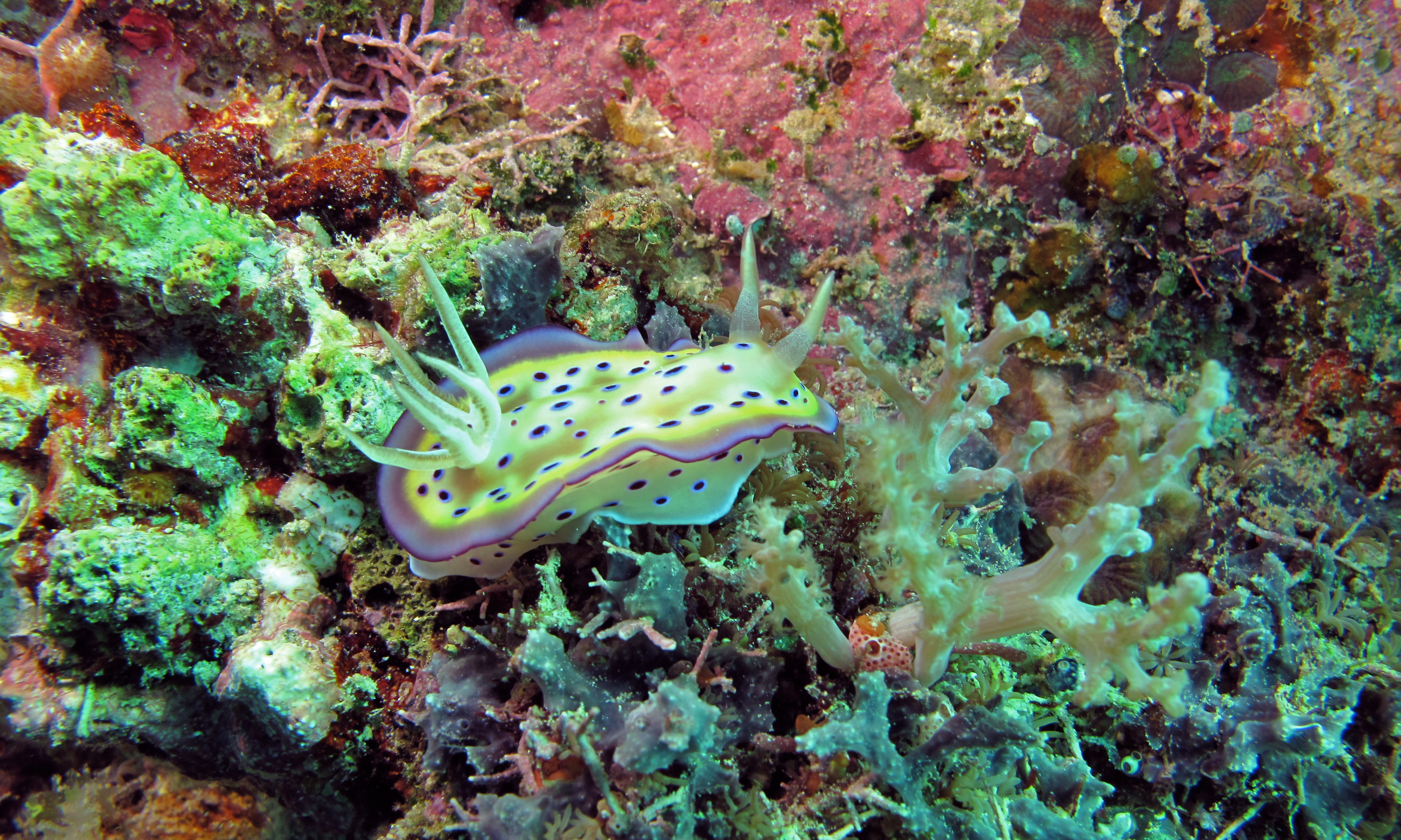
Goniobranchus kuniei (Sabah, Malaisie).

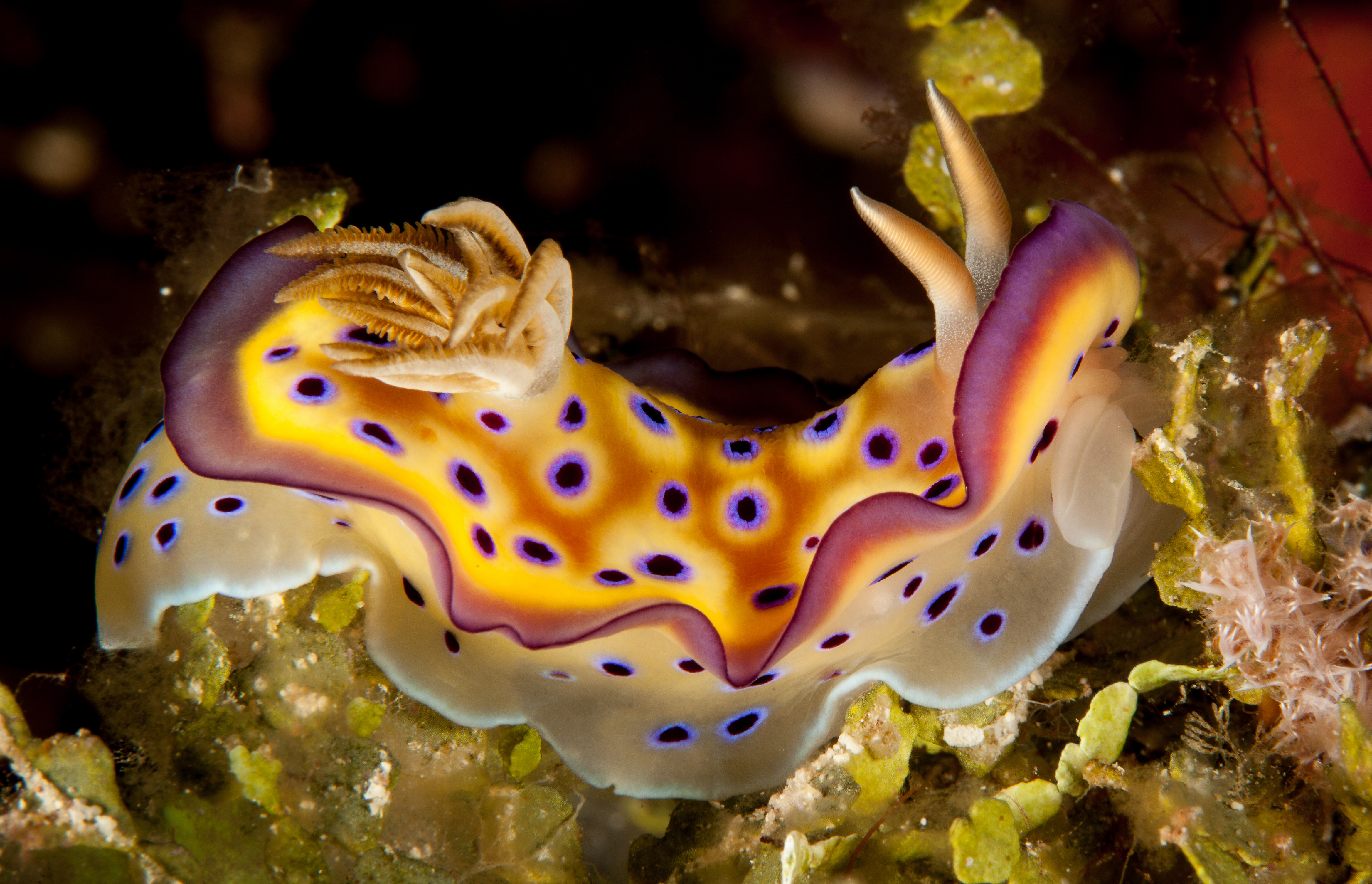
Un G. kuniei dans le parc national marin de Wakatobi en Indonésie. Octobre 2018.

Ce nudibranche très coloré, d'une taille maximum de 60 millimètres, possède un manteau pâle, beige à jaune, liséré de mauve et tacheté d'ocelles jaunes avec un point central mauve. Le pied, plus clair et liseré de blanc, possède aussi ces taches.
Les rhinophores, lamellés, et les branchies sont blancs ou beiges.

## Biotope
Il vit dans l'océan Indien est et l'océan Pacifique ouest jusqu'à 50 mètres de profondeur. Son alimentation est composée d’éponges Chelonaplysilla violacea.

## Étymologie
kuniei  vient du nom kanak de l'île des Pins (Kunié), au sud de la Nouvelle-Calédonie.

## Espèces similaires
- Goniobranchus leopardus (Rudman, 1987): plus long, taches brunes ou noires, liseré blanc.
- Hypselodoris tryoni (Garrett, 1873): corps marron plus haut et plus étroit, taches brunes ou noires et liseré blanc.
- Goniobranchus geminus (Rudman, 1987): endémique de l’océan Indien.
- Goniobranchus tritos (Yonow, 1994): endémique de l’océan Indien.